# سلوى (محافظة العديد)
سلوى هي مدينة ساحلية حدودية مع دولة قطر، تتبعُ لمحافظة العديد في المِنطقة الشرقيَّة في المَملكة العربيَّة السعوديَّة..

## الموقع
تقع سلوى جنوب شرق مدينة الهفوف، وتبعد عن محافظة الأحساء مسافةَ 155 كيلومترًا، وعن العاصمة الرياض مسافة 460 كيلومترًا، وعن الدوحة عاصمة قطر مسافة 90 كيلومترًا.
تحد دولة قطر سلوى من الشمال الشرقي، ويحدها من الجنوب صحراء الربع الخالي، ومن الغرب المنطقة الصحراوية «الجافورة» ومن الشرق ساحل خليج سلوى بالخليج العربي.

### خليج سلوى
تقع المدينة في خليج سلوى، هو خليج ضيق يفصل شبه جزيرة قطر عن المملكة العربية السعودية. يحدها من الغرب شاطئ مزروع جيدًا يحتوي على أشجار النخيل وأسرة القصب. إلى الشرق توجد منحدرات وتلال منخفضة، مع كثبان رملية وشقق ملح في الطرف الجنوبي.

## النقل
يمر عبر المدينة عدة طرق أهمها: الطريق السريع 95 والذي يبدأ شمالا من حدود دولة الكويت منفذ الخفجي في الجانب السعودي إلى منفذ البطحاء
من حدود دولة الإمارات على مسافة 646 كم.

## منفذ سلوى
يقع بسلوى المنفذ الحدوي البري بين قطر والسعودية، تقوم بإدارة المنفذ كلٌ من وزارة الداخلية السعودية ووزارة المالية السعودية وتقدم الخدمات للمسافرين فيه من خلال الجوازات والجمارك والشرطة والمرور والهلال الأحمر السعودي وحرس الحدود والدفاع المدني.

## العمران والمرافق
- مستشفى يتّسع لنحو خمسمائة سرير
- المدارس المُخصّصة للإناث بمراحل الابتدائية، والمتوسطة، والثانوية